# Епізоди телесеріалу «Комісар Рекс» (дванадцятий сезон)
| №  | Оригінальна назва          | Українська назва       | Дата показу     |
| -- | -------------------------- | ---------------------- | --------------- |
| 1  | Vite in pericolo           | Життя у небезпеці      | 17 березня 2009 |
| 2  | Morte tra i delfini        | Смерть серед дельфінів | 17 березня 2009 |
| 3  | La scuola della paura      | Школа страху           | 24 березня 2009 |
| 4  | Affari di famiglia         | Сімейні справи         | 24 березня 2009 |
| 5  | La mamma è sempre la mamma | Мама завжди мама       | 31 березня 2009 |
| 6  | Masquerade                 | Маскарад               | 31 березня 2009 |
| 7  | L'ultima scommessa         | Остання ставка         | 8 квітня 2009   |
| 8  | Un uomo solo               | Самотній чоловік       | 8 квітня 2009   |
| 9  | Il colore del silenzio     | Колір тиші             | 13 квітня 2009  |
| 10 | Il tombarolo               | Розкрадач гробниць     | 13 квітня 2009  |
| 11 | L'ultima partita           | Останній матч          | 12 квітня 2009  |

## Життя у небезпеці
- Режисер: Марко Серафіні
- Сценаристи: Стефано П'яні, Федеріко Фавот

Рекс важко поранений в перестрілці між Фаббрі і викраденою Барбарою Лоріа. Його життя в небезпеці, і Лоренцо не знає, чим допомогти своєму "чемпіону". Тим часом, один із злочинців, що викрали Барбару, досі на волі.

## Смерть серед дельфінів
- Режисер: Марко Серафіні
- Сценаристи: Стефано П'яні, Джуліо Кальвані

Моніка Б'янкіні, одна із чергових в дельфінарії, знайдена мертвою в басейні. Її колеги в шоці, і лише в одного з них - Ріно - немає алібі. Тим часом, Моріні вирішує почати нове життя і купує мотоцикл.

## Школа страху
- Режисер: Марко Серафіні
- Сценаристи: Стефано П'яні, Джуліо Кальвані

В одну з римських шкіл вривається оскаженілий від люті чоловік і бере клас в заручники, погрожуючи вбити всіх дітей, якщо йому не приведуть вчительку цієї школи - Марію Мастранджело. Життя дітей в небезпеці, і тільки Рексу під силу впоратися із злочинцем.

## Сімейні справи
- Режисер: Марко Серафіні
- Сценаристи: Стефано П'яні, Альберто Остіні

Граф Альфонсо Борроміні знайдений мертвим у власному замку. Зовні все виглядає схожим на самогубство: захоплений японською культурою граф зробив собі харакірі. Але родичі графа не згодні з таким вердиктом.

## Мама завжди мама
- Режисер: Марко Серафіні
- Сценаристи: Стефано П'яні, Альберто Остіні

Викладачка гри на віолончелі Еліза Донатті вбита - її тіло знайшла подруга, Софія Маріні, яка бачила, як із саду Елізи вибігав якийсь чоловік. Джизелла, їх подруга і мати Фаббрі, наполягає, щоб Лоренцо приїхав в місто вести розслідування. Лоренцо неохоче погоджується, і Рекса чекає знайомство з суворою мамою Фаббрі.

## Маскарад
- Режисер: Марко Серафіні
- Сценаристи: Стефано П'яні, Джуліо Кальвані

На фотосесії одна з моделей, Розаріо, несподівано втрачає свідомість і гине. Лікарі констатують смерть від отруєння. Намагаючись спіймати вбивцю, Фаббрі падає і пошкоджує ногу. Поки він на лікарняному, розслідуванням займуться Моріні і Рекс. В ході розслідування з'ясовується, що останнім часом Розаріо захоплювалася небезпечною онлайн-грою, в якій створила героя і спілкувалася з іншими гравцями.

## Остання ставка
- Режисер: Марко Серафіні
- Сценаристи: Стефано П'яні, Федеріко Фавот

На іподромі знайдено тіло жокея Маруссі: він убитий пострілом у скроню. Незадовго до цього Валлі, гравець, що поставив на коня Маруссі, виграв 300 тисяч євро. Цей виграш здається Фаббрі підозрілим, адже Маруссі був слабким жокеєм, і його кінь ніколи не займав призових місць.

## Самотній чоловік
- Режисер: Марко Серафіні
- Сценаристи: Стефано П'яні, Федеріко Фавот

Убито Донателлу - журналістку і коханку Філіппо Горі, начальника Фаббрі. Горі стає головним підозрюваним, адже він був у квартирі в момент убивства. Горі виправдовується тим, що міцно спав, прийнявши снодійне, і у Фаббрі є всього 24 години, щоб врятувати боса.

## Колір тиші
- Режисер: Марко Серафіні
- Сценаристи: Стефано П'яні, Альберто Остіні

Марта Ансельме, психолог дитячого терапевтичного центру, вбита у власній квартирі, свідком вбивства став її син-аутист Мікеле. Він не може говорити, але раз у раз розкладає на підлозі кольорові кубики в певному порядку - Фаббрі розуміє, що дитина намагається таким чином вказати на вбивцю. Тим часом, Катя веде власне розслідування.

## Розкрадач гробниць
- Режисер: Марко Серафіні
- Сценарист: Стефано П'яні

Римська поліція розслідує чергову справу: убитий Марко Пагані - безробітний, але дуже заможна людина. Докази приводять Фаббрі до водія вантажівок Фьокке, який працював на Пагані і допомагав йому з перевезенням ящиків з секретним вмістом.

## Останній матч
- Режисер: Геральд Лігель
- Сценаристи: Петер Хаєк, Петер Мозер, Піа Хірцеггер

Сотні вболівальників з усього світу збираються до Відня на чемпіонат Європи з футболу. Серед них виявляється і серійний маніяк, який вбиває людей, пов'язаних з футболом. Інспектору Кунцу не впоратися одному з цією справою, і він просить про допомогу римську поліцію - і ось Фаббрі та старий друг Рекс першим же рейсом вилітають до нього на допомогу.